# Мельникова, Анастасия Рюриковна
Анастаси́я Рю́риковна Ме́льникова (род. 19 сентября 1969, Ленинград, РСФСР) — российский политический деятель, актриса

 театра, кино и телевидения, телеведущая. Депутат Законодательного собрания Санкт-Петербурга V, VI и VII созывов с 14 декабря 2011 года. Член фракции «Единая Россия».
Заслуженная артистка Российской Федерации (2006).
Большую популярность и известность ей принесла главная женская роль Анастасии Абдуловой в телесериалах «Улицы разбитых фонарей», «Опера. Хроники убойного отдела» и Анастасии Мельниковой в телесериале «Литейный».

## Биография
Родилась 19 сентября 1969 года в Ленинграде в семье врачей.
Окончила актёрский факультет ЛГИТМиКа (ныне — РГИСИ; курс Игоря Владимирова) в 1990 году. Стажировалась в США.
С 1993 года работает в театре имени В. Ф. Комиссаржевской. Художественный руководитель русско-американского фестиваля мюзикла.

### Депутат Законодательного Собрания Санкт-Петербурга
В 2011 году была избрана в Законодательное Собрание Санкт-Петербурга от партии «Единая Россия».
В Законодательном Собрании Петербурга Мельникова является заместителем председателя постоянной комиссии по культуре, науке и образованию, курируя сферу культуры. Так, Мельникова была одним из инициаторов встречи депутатов, общественности и председателя комитета по культуре Дмитрия Месхиева. Свою работу в комиссии Мельникова описывает так:
«Я свою роль вижу в том, чтобы максимально сгладить углы, но чтобы люди увидели проблему. А в агрессии и в гневе человек не увидит тех вещей, которые ему хотелось бы донести».
В марте 2014 года поддержала аннексию Крыма, подписала письмо президенту России Владимиру Путину в поддержку аннексии. 
18 сентября 2016 года Мельникова вновь переизбрана депутатом Законодательного собрания Санкт-Петербурга.
1 июня 2021 года стала победителем праймериз партии «Единая Россия».

### Семья
Предки Анастасии родом из Мезени: её прадед Василий Васильевич Мельников был одним из богатейших купцов города. Его сын, дед Анастасии, — хирург-онколог, генерал-майор медицинской службы, академик АМН СССР Александр Васильевич Мельников (1889—1958), отец — Рюрик Александрович (1924—1993) и мать Елена Олеговна (1946 — 2021) — также хирурги-онкологи.
Братья — Олег (1966/1967—2022), хирург, кандидат медицинских наук, Александр, юрист.
Дядя — Олег Мельников, астроном, член-корреспондент АН СССР.
В 18 лет пережила тяжёлую потерю — смерть Томаза Гвишиани, который, несмотря на 22-летнюю разницу в возрасте, должен был стать её мужем.
Дочь Мария (род. 24 июля 2002).
С 1990 года была замужем за Вячеславом Тельновым (род. 1958, Заслуженный работник культуры РФ, кинопродюсер); прожили 8 лет, позже развелись.
Анастасия Рюриковна — крёстная мать Александры Кузнецовой, дочери актёра Юрия Кузнецова и Варвары Федорцовой, дочери актёра Андрея Федорцова.

### Общественная позиция
Анастасия Мельникова поддержала российское вторжение в Украину   .

## Творчество

### Фильмография
| Год       |     | Название                                                    | Роль                                        |
| --------- | --- | ----------------------------------------------------------- | ------------------------------------------- |
| 1990      | ф   | Афганский излом                                             | медсестра                                   |
| 1991      | ф   | Гений                                                       | одна из девушек в группе захвата            |
| 1994      | с   | Русский транзит                                             | танцовщица Настя                            |
| 1994      | ф   | Год собаки                                                  | певица                                      |
| 1995      | ф   | Мания Жизели                                                | Лидочка Иванова                             |
| 1998—2003 | с   | Улицы разбитых фонарей (5 сезонов, 135 серий)               | Анастасия Абдулова                          |
| 1999      | тсп | Чествование                                                 | Салли Хэйнс                                 |
| 2000      | ф   | Бандитский Петербург. Фильм 1. Барон                        | искусствовед Ирина Лебедева                 |
| 2000      | ф   | Агент национальной безопасности 2 (серия 14 «Гордеев узел») | эмигрантка Люба Сунстрем                    |
| 2003      | с   | Идиот                                                       | Александра Ивановна Епанчина                |
| 2004      | ф   | Опера. Хроники убойного отдела                              | Анастасия Абдулова                          |
| 2004      | ф   | Всегда говори «Всегда» 2                                    | Рита                                        |
| 2005      | с   | Риэлтор                                                     | Надя, жена Аркадия                          |
| 2005      | с   | Казус Кукоцкого                                             | Ирина Ивановна Елисеева                     |
| 2006      | ф   | Секретные поручения                                         | следователь Татьяна Лопатко                 |
| 2007      | ф   | Казнить нельзя помиловать                                   | Елена Александровна Новожилова              |
| 2006      | с   | Сонька Золотая Ручка                                        | каторжанка Груня                            |
| 2007      | ф   | Посторонний                                                 | жена Александра Ремезова                    |
| 2008      | ф   | Бес                                                         | психолог Анастасия Мельникова               |
| 2008—2014 | с   | Литейный                                                    | Настя Мельникова                            |
| 2008      | ф   | Только вперёд                                               | Настя                                       |
| 2009      | ф   | Я покажу тебе Москву                                        | следователь                                 |
| 2009      | ф   | Глухарь. Приходи, Новый год!                                | Настя Мельникова                            |
| 2009      | с   | Ералаш                                                      | Баба-Яга / учительница географии            |
| 2010      | ф   | Рысь                                                        | Кошкина                                     |
| 2010      | ф   | Вопрос чести                                                | Настя Мельникова                            |
| 2015      | ф   | 12 месяцев. Новая сказка                                    | Полина, мама Лизы                           |
| 2015      | ф   | Под электрическими облаками                                 | Ирина                                       |
| 2016      | ф   | Иван                                                        | Ольга                                       |
| 2016      | ф   | Птица                                                       | мама Кати                                   |
| 2019      | ф   | Спасти Ленинград                                            | мать Насти Мария Николаевна                 |
| 2020      | с   | Агата и сыск. Рулетка судьбы                                | Агата Христофоровна Львова, тётушка Пушкина |
| 2021      | ф   | Дело                                                        | снималась                                   |
| 2021      | ф   | Учёности плоды                                              | Людмила Антипова                            |
| 2021      | ф   | Совесть                                                     | Нелли Павловна                              |
| 2022      | ф   | Золотые соседи                                              | риэлтор                                     |

### Роли в театре
- 2009 — Джон Пристли «Скандальное происшествие» Хардейкер (антреприза)
- 2009 — Алексей Козырев «Казнить нельзя помиловать» Директор гимназии (антреприза)
- 2014 — Бернард Шоу «Миллионерша» Эпифания (антреприза)
- 2015 — Алексей Козырев «На Брудершафт» Женщина. (Театр Алеко)

### Другие телепроекты
- Участвовала в русской версии шоу «Форт Боярд» (2003 и 2006 годы).
- В 2006 году участвовала в телевизионном проекте «Танцы со звёздами».
- В 2007 году вела телепрограмму «Лихие 90-е» на НТВ.
- С октября 2007 по март 2009 года вела программу «Частный визит Анастасии Мельниковой» на телеканале 100ТВ.
- С 22 сентября 2009 по август 2010 года вела программу «Участок» на Первом канале.
- 18 июня 2018 года участвовала в программе Судьба человека на телеканале Россия 1.

## Награды и звания
- Орден Дружбы (29 апреля 2019 года) — за большой вклад в развитие отечественной культуры и искусства, многолетнюю плодотворную деятельность[18].
- Заслуженная артистка Российской Федерации (20 апреля 2006 года) — за заслуги в области искусства[19].